# ホーリー・マウンテン
『ホーリー・マウンテン』（英: The Holy Mountain）は、1973年に公開されたメキシコのシュールレアリスム的なファンタジー映画。原作はルネ・ドーマルの『類推の山』。アレハンドロ・ホドロフスキーが自ら出演しながら脚本、監督、製作、セット及び衣装のデザイン、さらに共同で音楽制作や編集を行っている。また、ビートルズのマネージャーであるアブコ・レコードのアラン・クレインも制作に協力した。この映画の後にホドロフスキーは『エル・トポ』と合わせて「アングラ映画」現象を引き起こし、ジョン・レノンやジョージ・ハリスンらから支持され、ジョン・レノンとオノ・ヨーコは制作資金を援助していた。1973年に第26回カンヌ国際映画祭を含むさまざまな国際映画祭で上映され、ニューヨークとサンフランシスコでは限定上映も行われた。

## あらすじ
錬金術師（監督のアレハンドロ・ホドロフスキー自身が演じる）が二人の女性から衣服をはぎ、丸刈りにして儀式を行っている。
一人の男（盗賊とされ、タロットカードにおける愚者を暗示する）は砂漠に裸体で横たわっていて、ハエが排泄物に群がるかのように彼の顔を覆っている。 彼は手足のない小人症の男（ソードの5を暗示）と友達になる。二人は街へ出て、観光客に芸を見せて金を稼いだ。街は独裁政権に支配され、公開処刑や残酷なパレード、兵士のレイプが行われているが、観光客は見世物のようにそれらをカメラに収めていた。盗賊の見た目がイエス・キリストに似ていたので、地元の商人は彼を酔わせて気を失わせ、体の型を取って、作った受難の像を売った。あたり一面に転がる自分の像の中で目を覚ました盗賊は絶叫しながら像を壊して回り、その中で一体残ったものを担いで外に出た。売春婦の一団とすれ違ったとき、サルを連れた一人の娼婦が彼に興味を示した。売春婦たちはそのまま歩いていく盗賊の後をついて荒れた教会へと入っていく。中では兵士と住民たちによるゲイのダンスパーティが行われていた。盗賊は奥に入っていき、自分の像を祭壇に飾ろうとしたが司祭は激怒して彼らを追い出した。そこで盗賊は蝋人形の顔を食べ、風船で空に放ったのだった（キリストの体を食べ、天国に「自分自身」を捧げることを象徴的に暗示している）。
しばらくして彼は、高い塔の周りに集まる群衆に気づく。その塔からは黄金の入った袋がフックに乗って下りてきて、下界の食べ物と交換を行っていたのである。黄金の出どころを見つけようと、盗賊はフックにつかまって塔によじ登った。そこで彼は錬金術師と彼の無口な女の助手に会い、対決する。錬金術師が盗賊の体を動かなくさせて、首の瘤から腐った魚を取り出すと盗賊はおとなしくなった。すると盗賊にコンテナに排便させ、その体液と混ぜて黄金を作り出したのだった。盗賊は自分の欲深さと愚かさを知り、錬金術師の弟子となって錬金術と魂の作り方を学ぶことにした。
錬金術師は不死を追い求めて「聖なる山＝ホーリー・マウンテン」に旅に出ようとかねてから思っており、盗賊に旅に同行する7人の富豪を紹介した。各人は守護惑星の擬人化であり、特に各々の守護惑星の否定的な性格の擬人化として描かれている。
7人の富豪
金星 - 化粧品会社の社長、フォン。肉体に安らぎと美を与える仕事をしている。何人もの女性従業員と肉体関係を持つ。
火星 - 武器商人のイスラ。レズビアンで多くの兵器を開発している。
木星 - アーティストのクレン。潔癖の妻の代わりの愛人を持つ。疑似的にセックスができる「ラブ・マシーン」やペイントした裸体などを作品とする。
土星 - 玩具工場のセル。老人を雇い、政府を相手に軍事教育用の玩具を作っている。
天王星 - 大統領の財務顧問、バーグ。強烈な母と暮らし、大統領の命令でガス室を用意する。
海王星 - 警視総監のアクソン。人間の睾丸をコレクションし、自分の軍団を率いて市民を弾圧している。
冥王星 - 建築家のルート。ミッキーマウスに扮した子供たちを家に侍らせている。棺桶型のシェルターを考案した。
錬金術師は彼らを塔に集め、ロータス島の9人の賢者を襲って不死の秘密を奪う計画を説明した。そして7人に全財産とともに自分の蝋人形を焼くよう指示した。さらに賢者に近づくべく、山に籠って神秘的・呪術的な訓練を行い、超自然的な現象を体験して、精神的な鍛練を積んだ。こうして7人の富豪に盗賊と助手を加えた9人の修行者はトランス状態となり、生死を超越して精神を一つに統合することができたのだった。
いよいよ出発の時、盗賊を追って街で出会ったサルを連れた娼婦が波止場までやってきた。娼婦は錬金術師のもとで修業を積む盗賊をずっと追いかけてきていたのだった。しかし盗賊が振り払って船に乗り込み出発すると、また娼婦も小舟で彼を追った。錬金術師と9人の修行者はロータス島に到着すると、「パンテオン・バー」に立ち寄る。そこは聖なる山を目指してきた人々がその夢を諦め、代わりに麻薬や詩、肉体的な鍛錬に没頭する享楽的な生活を送る場所であった。堕落した末路を目にしてあきれた一行はバーをあとにして山に登り始めた。雪山や断崖絶壁など険しい道のりのなかで、それぞれが最も恐れ、執着するものの幻覚に襲われる。
頂上を目の前に、錬金術師は自分の役目は終わったといって盗賊に大刀で自分の首を落とせと指示する。盗賊は思い切り振り落としたが足元に転がっていたのは羊の頭だった。すると錬金術師は「頂上はきわめるな、愛する者と去るがいい」と盗賊に言って、後を追ってきたサルと娼婦とともに山を下りて街へ帰るように勧めた。盗賊は言われたとおりにした。残りの旅人は、ローブを羽織った9人の賢者に対面する（この時観客だけは、賢者がただの顔のないダミーだということが明かされている）。修行者たちが賢者を襲うとその正体は8体のマネキンと錬金術師だった。錬金術師は笑いながら彼らに不死は得られなくても現実を得ることができたと説き、さらに「しかしこの生活は現実だろうか、違う。これは映画だ。」と言ってこれが映画であることに言及する。そしてカメラに向かって「ズームバック、カメラ！」と指示すると第四の壁は壊れ、フレームのすぐ外側にある撮影機材（カメラやマイク、ライトそしてクルー）が明らかになる。 彼は役者や観客を含めたすべての人に聖なる山を去り、現実の生活に帰るように言うのだった。「さようなら聖なる山、実生活が私たちを待っている」と。

## スタッフ
- 監督・脚本・音楽・美術・衣裳 - アレハンドロ・ホドロフスキー
- 製作 - アラン・クレイン
- 撮影 - ラファエル・コルキディ（英語版）
- 音楽 - ドン・シェリー、ロナルド・フランジパネ
- 衣裳 - ニッキー・ニコル
- 編集 - フェデリコ・ランデロス

## キャスト
- 錬金術師 - アレハンドロ・ホドロフスキー
- 盗賊 - ホラシオ・サリナス
- 娼婦 - アナ・デ・サド
- 錬金術師の助手 - ザミラ・サンダース
- フォン - ホアン・フェラーラ（英語版）
- イスラ - アドリアナ・ペイジ
- クレン - バート・クレイナー
- セル - ヴァレリー・ホドロフスキー
- バーグ - ラモナ・サンダース
- アクソン - リチャード・ルータウスキー
- ルート - アリエル・ドンバール

## 制作

### 着想
この映画は、十字架のヨハネの著書『カルメル山登攀』とゲオルギイ・グルジエフを師としたルネ・ドーマルによる『類推の山』を原作とする。特にホドロフスキー監督の視覚的でサイケデリックな物語の多くが『類推の山』の形而上学的な要旨に追従している。例えば錬金術師の元への登攀、特定の技能を持った個人の結集、天と地を結びつける「存在しないことができない」山の発見、そして山の登頂に伴う象徴的な困難などである。ルネ・ドーマルはこの寓話的な小説が完成する前に没したが、ホドロフスキーの即興的なエンディングは小説を（象徴的にもそのほかの意味でも）完成させる方法を提示している。

### 撮影
主要な撮影が始まる前に、ホドロフスキーと彼の妻は日本の禅師の指導の下、1週間寝ずに過ごした。
9人の修行者などの主要な役者は、秘教の学校アリカ学院のオスカー・イチャソが指導するさまざまな精神的な訓練を3か月間行った。アリカのトレーニングでは、禅、スーフィズム、ヨガのエクササイズに加えて、カバラ、易経、ゲオルギイ・グルジエフの教えなどから引用した折衷的な概念を取り入れていた。訓練後、一行は撮影前の1か月間ホドロフスキーの家で共同生活を行った。その後、1972年初頭に撮影が始まった。750,000ドルの予算で、全編メキシコで連続して撮影された。イチャソはホドロフスキーに、精神的探求のためLSDを摂取するよう勧め、ホドロフスキーは特に象徴的なシーンの撮影中に、役者にマジックマッシュルームを投与した。
その撮影手法をめぐってメキシコ国内で批判が集まり、監督の身に危険が及ぶおそれまで出てきたため、編集の段階では活動の拠点をニューヨークに移した。

## 公開
1973年の第26回カンヌ国際映画祭にちょうど間に合うように映画が完成した。ホドロフスキーはできる限り多くの会話部分を省こうと、映画から20分の対話シーンを削除した。
1973年11月29日にニューヨーク市の芸術映画館であるIFCセンターで初公開されたが、土曜と金曜の深夜に限定された6か月間の限定公開だった。
1974年3月30日にはフィルメックス（ロサンゼルス国際映画展示会）でも上映され、「アメリカンプレミア」と呼ばれていた。一部では1970年のホドロフスキーの映画『エル・トポ』との2本立てで上映され、ついにはその大衆文化への影響のためにカルト映画となった。
2010年、アラモ・ドラフトハウス・シネマは、イベント High for the Holidaysの一環として、『ホーリー・マウンテン』の上映を行った。 このイベントを記念して、限定版の映画ポスターがドイツのアーティストであるフロリアン・バートマーによってデザインされた。

## ホームメディア
2006年5月23日にカンヌでリストアされたものが上映されるまで、初演から30年以上の間、この映画が広く公開されることはなかった。
このとき『エル・トポ』とともに、アメリカでツアー上映された。
2007年5月1日にはDVDでリリースされ、2011年4月26日にはBlu-rayでリリースされた。

## 評価
レビュー収集サイトのRotten Tomatoes上では、『ホーリー・マウンテン』は、24件のレビューに基づいて83％の評価と7.02 / 10の平均評価を獲得している。「象徴性に富んだ視覚的快楽である『ホーリー・マウンテン』は、ホドロフスキーの徹底的にユニークなフィルモグラフィーにもう一つの挑戦的で風変わりな作品を加えている。」と評されている。

## データ
- 製作年 - 1973
- 製作国 - アメリカ、メキシコ
- 言語 - 英語、スペイン語、一部ドイツ語
- 色彩 - カラー
- 音声 - モノラル
- アスペクト比 - 1:2.35 シネマスコープサイズ
- 日本公開 - 
  - 1988年 日活配給（日本語字幕 - 岡枝慎二）
  - 2010年11月20日（デジタルリマスター版） 配給 - ロングライド+ハピネット